# Aksel Sandemose

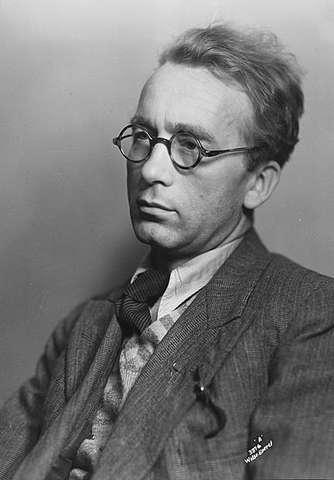
Aksel Sandemose (1934)

Aksel Sandemose (* 19. März 1899 in Nykøbing Mors; † 6. August 1965 in Kopenhagen) war ein dänisch-norwegischer Schriftsteller, Entwickler des Jantegesetzes. Sein Geburtsname war Axel Nielsen. 1921 nahm er den Namen Aksel Sandemose an.

## Leben
Aksel Sandemose war der Sohn eines Schmiedes. Nach seiner Vollendung der Schulpflicht war er einige Jahre lang als Matrose bei der Seefahrt tätig. Später arbeitete er als Lehrer und Journalist. Ab 1929 lebte Sandemose in Norwegen und schrieb ab etwa 1931/1932 in norwegischer Sprache (Riksmål). Er gilt als Begründer des modernen skandinavischen Romans. Sein Frühwerk wurde stark von Joseph Conrad sowie auch von Jack London beeinflusst. Im Zweiten Weltkrieg lebte Sandemose von 1941 bis 1945 im Exil in Schweden. Er war von 1962 bis zu seinem Tod mit der dänischen Schauspielerin Hanne Holbek (1933–2011) verheiratet. Sie brachte in die Ehe drei Kinder mit, Cæcilia Holbek Trier, Ursula Holbek und Joachim Holbek. Sandemose starb am 6. August 1965 im Alter von 66 Jahren während eines Aufenthaltes in Kopenhagen.

## Werke
- Der Klabautermann; Berlin 1928
- September; 1939
- Ein Flüchtling kreuzt seine Spur; Berlin 1973, Neuübersetzung Berlin 2019
- Der Werwolf; Berlin 1982